# جورج كولين
جورج كولين (بالإنجليزية: George Collin)‏ (13 سبتمبر 1905 في المملكة المتحدة - 1 فبراير 1989 بدربي في المملكة المتحدة) هو مدرب كرة قدم ولاعب كرة قدم بريطاني (وحمل سابقاً جنسية المملكة المتحدة لبريطانيا العظمى وأيرلندا) في مركز الظهير. لعب مع بورت فايل وديربي كاونتي ونادي أرسنال ونادي بورنموث ونادي سندرلاند وBurton Town F.C. ‏.